# Miroslava Besserová
Miroslava Besserová (30. května 1946, Kojetín – 3. srpna 2017) byla česká scenáristka, publicistka a spisovatelka.

## Život
Vystudovala scenáristiku a dramaturgii na FAMU v Praze. Vytvořila mnoho scénářů pohádek, detektivek, dokumentů i dalších televizních pořadů. Pracovala jako dramaturgyně a scenáristka pro Českou televizi, televize Prima, Nova i Barrandov. Byla autorkou více než 30 knih.

### Osobní život
Byla manželkou herce Viléma Bessera, měli spolu jednoho syna. Ovdověla v roce 1985. Zemřela na rakovinu v roce 2017, bylo jí 71 let.

## Dílo - výběr

### Knihy
- Miroslav Moravec: život je skutečně parádní jízda
- Soukromý život Rudolfa Hrušínského
- Laskavý dobrodruh Zdeněk Podhůrský
- Martin Dejdar: hercův úsměv, smích i pláč
- Jan Šťastný, chlap se sametovým hlasem
- Takový byl Jiří Sovák
- Chlapi na odstřel i na lásku
- Nova křížem krážem

### Dokumenty
- Jan Tříska
- Jára Kohout
- Nadja Paetzold – žena světa
- Nadace Olgy Havlové – Výbor dobré vůle